# Villares de la Reina
Villares de la Reina – gmina w Hiszpanii, w prowincji Salamanka, w Kastylii i León, o powierzchni 21,81 km². W 2011 roku gmina liczyła 6033 mieszkańców.